# 草甸湖 (阿拉斯加州)
草甸湖（英語：Meadow Lakes）是位於美國阿拉斯加州馬塔努斯卡-蘇西特納自治市鎮的一個非建制地區和人口普查指定地區。根據2010年美國人口普查，該地人口為7570人，而該地的面積約為181.20平方千米。

## 地理
草甸湖的座標為61°35′59″N 149°36′58″W / 61.59972°N 149.61611°W，而該地的平均海拔高度為115米（即377英尺）。